# -horst

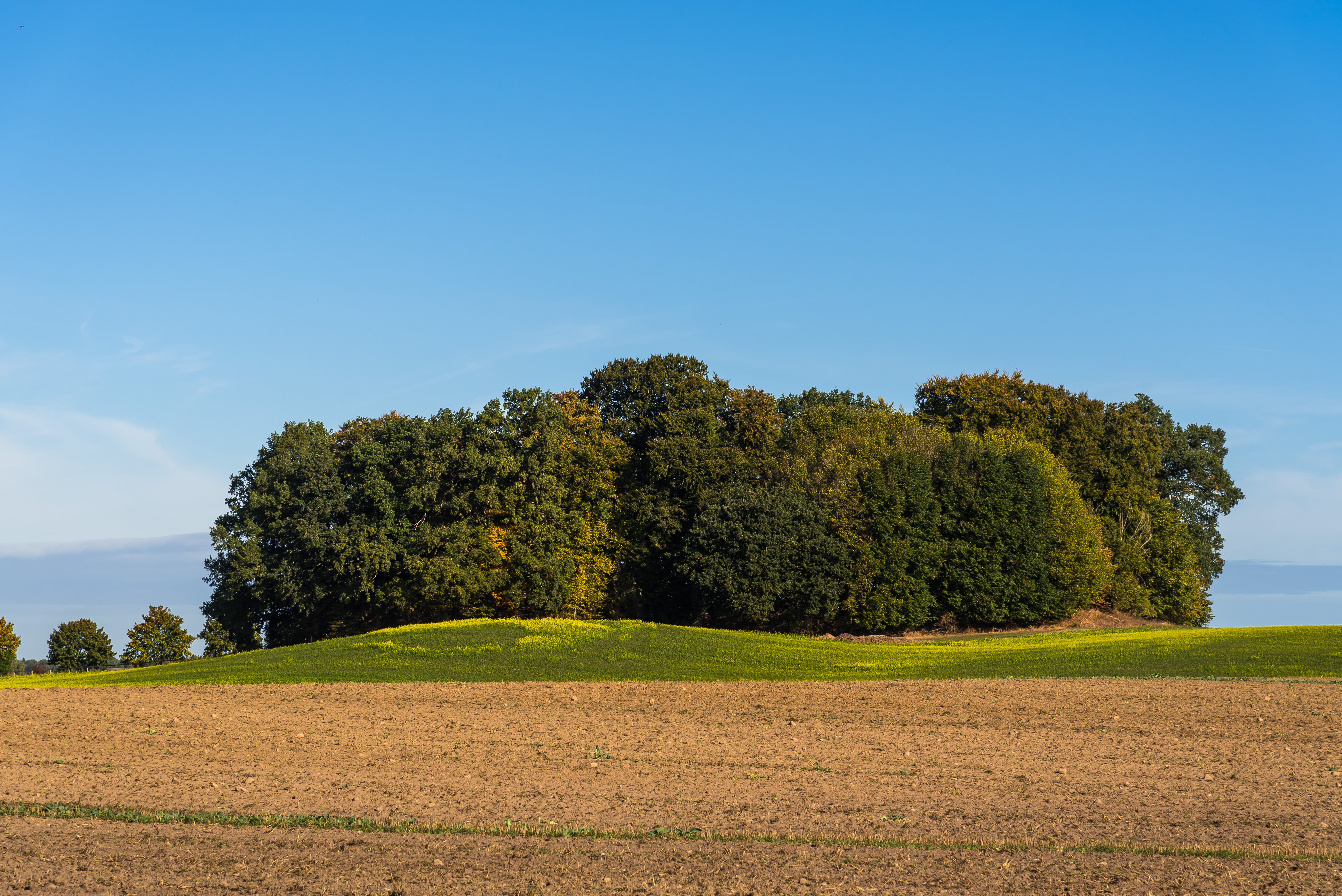
Horst (Lauenburg)

Het toponiem -horst is een historische benaming voor een met kreupelhout of hakhout begroeid, hoger gelegen stuk grond. De grond is meestal zandgrond en de houtbegroeiing kan zowel op als rondom het stuk grond voorkomen. Het woord horst is afkomstig van het Germaanse woord hursti, dat beboste opduiking in moerassig terrein betekende. In het Oud-Germaans wordt met een horst een 'vogelnest' bedoeld. Het gaat hier met name om de afzetting die uit gevlochten hout bestaat rondom een nederzetting (of enkele hoeve). In Duitsland overheerst de theorie dat het woord horst in de 3e tot 6e eeuw vooral een Saksisch siedlungsort is, in de Oud-Germaanse betekenis. Pas later in de Duitse en Nederlandse taal wordt het woord als ‘verhoging in het terrein’ gebruikt.
Naast horst komt af en toe ook de variant hors voor, niet te verwarren met het woord hors of gors, dat gebruikt wordt voor een zandplaat die met springtij onderloopt, bijvoorbeeld de Vliehors.
Het Germaanse woord hursti is ook terug te vinden in Duitsland en Engeland in de toponiemen horst resp. hurst of hirst.

## Horst zelfstandig gebruikt
Horst komt als suffix vaak voor, maar ook als simplex, zie de plaatsnamen Horst. Ook als achternaam komt Horst zelfstandig voor.

## Achternamen waarin Horst voorkomt
Er zijn een aantal plaatsgebonden achternamen die eindigen op Horst
- Binkhorst
- Binckhorst
- (van/van de) Boekhorst
- Brandhorst
- Brinkhorst
- Bronkhorst
- (van) Dashorst
- (van) Hilhorst
- Hoolhorst
- (van der / ter) Horst
- Kamphorst
- (van de) Klashorst
- Koehorst
- Langhorst
- Melenhorst
- Methorst
- Raaphorst
- Roodhorst
- (van) Schothorst
- Selhorst
- Weghorst
- Wijnhorst

## Voorbeelden van toponiemen waarbij -horst is afgeleid vanhursti
Bronkhorst, Mekkelhorst en Selhorst.

## Voorbeelden van toponiemen waarbij (-)horst mogelijk is afgeleid vanhursti
Er zijn nog andere plaatsen met horst, maar omdat hiervan geen of geen eenduidige oude vermeldingen bekend zijn is niet met zekerheid te zeggen of deze plaatsen zijn afgeleid van hursti:

Haghorst, Hoonhorst, Horst (Gelderland), Horst (Limburg), Nederhorst den Berg en Staphorst.

## Nieuwvormingen
Horst wordt ook in de recente geschiedenis gebruikt bij naamgeving van plaatsen, bijvoorbeeld:

- Punthorst
- Park Stokhorst, een wijk in Enschede waar de straatnamen zijn samengesteld met een eigennaam en -horst, bijvoorbeeld Lippinkhorst, Spielehorst, enzovoorts
- In Goes staat een woningcomplex met de naam serviceflat De Horst.